# Simpnäsleden

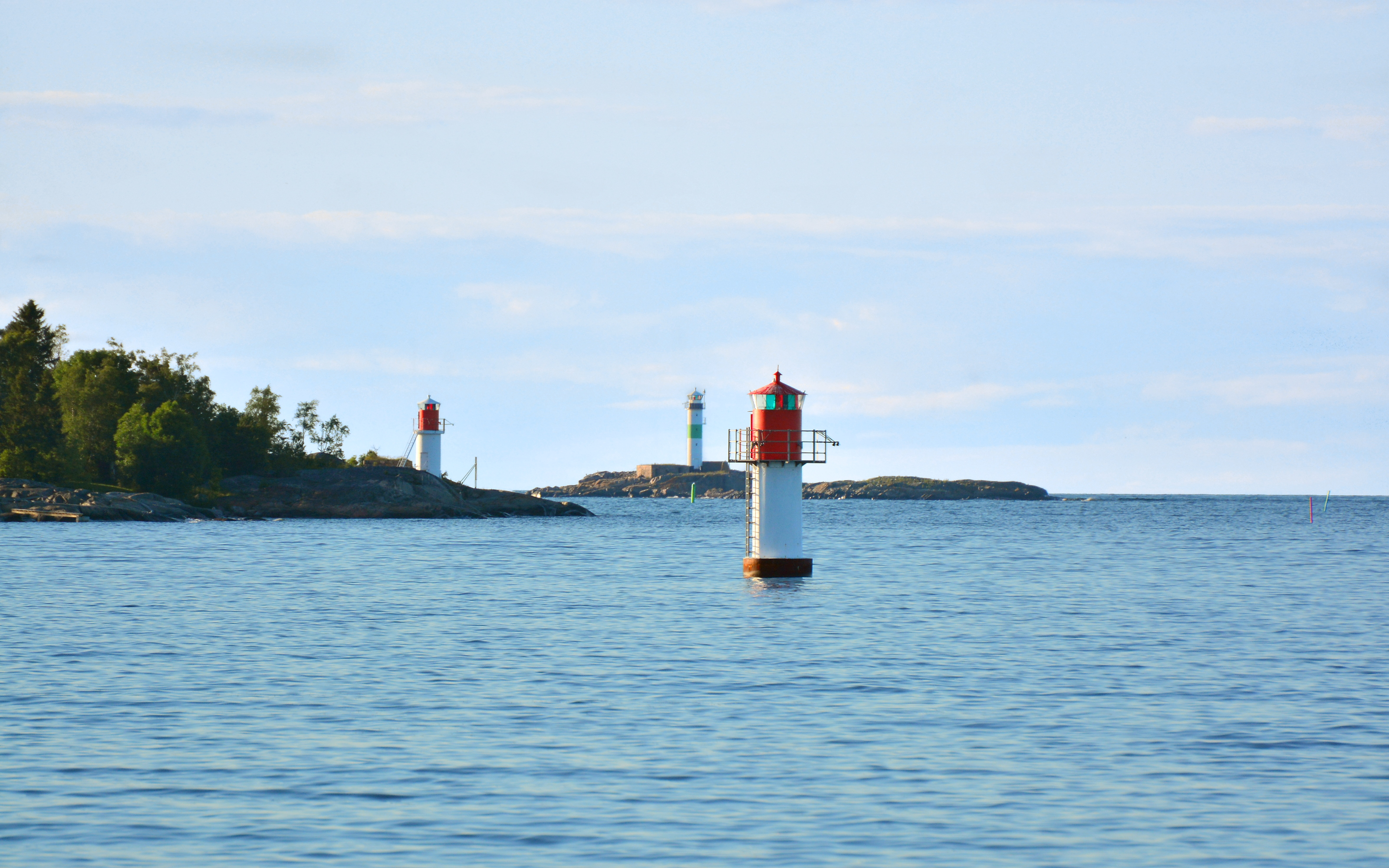
Simpnäsgrynnan (närmast), Näskubben (till vänster) och Simpnäskubb (längst bort) är tre fyrar som märker ut Simpnäsleden.

Simpnäsleden är farleden in till Stockholms hamnar för sjötrafik från Norrlandskusten. Leden har fått sitt namn efter småorten Simpnäs på Väddö.
Leden börjar vid fyren Simpnäsklubb och fortsätter genom sundet mellan Väddö och Arholma, förbi Idö, mellan Lidö och Tyvö och förbi Tjockö för att förenas med Furusundsleden vid Kapellskär. Leddjupet är 7 meter.